# اسپندار یونگاس اینکوئیسیوی
اسپندار یونگاس اینکوئیسیوی (نام علمی: Yungasocereus inquisivensis) نام یک گونه از کاکتوس در زمره مودارتباران است.
این کاکتوس تنها گونه در سرده اسپندار یونگاس (Yungasocereus) است.